# باشگاه فوتبال بارسلونا در لیگ قهرمانان اروپا
این مقاله شامل حضور باشگاه فوتبال بارسلونا در رقابت‌های لیگ قهرمانان اروپا می‌شود که تا قبل از ۱۹۹۲، در قالب جام باشگاه‌های اروپا بود و از آن سال تاکنون در قالب لیگ قهرمانان اروپا برگزار میشود. تا سال ۲۰۲۴، از ۷۰ دوره برگزاری رقابت‌های لیگ قهرمانان اروپا این تیم در ۳۹ دوره از این رقابت‌ها حضور داشته‌است.
رقابت‌های جام باشگاه‌های اروپا یا همان لیگ قهرمانان اروپا در سال ۱۹۵۵ آغاز شد و رقیب اصلی بارسلونا، رئال مادرید، پنج دوره اول را برد. در سال ۱۹۵۹، بارسلونا پس از قهرمانی در فصل ۱۹۵۸–۱۹۵۹ لالیگا، برای اولین بار وارد این رقابت ها شد. تا دهه ۱۹۹۰، باشگاه به غیر از نایب قهرمانی در سال های ۱۹۶۱ و ۱۹۸۶، موفقیت چندانی نداشت. در سال ۱۹۹۲، تیم رویایی یوهان کرایف اولین جام اروپایی خود را با پیروزی ۱–۰ مقابل سمپدوریا به دست آورد. از آن زمان، بارسلونا ۴ بار دیگر در سال‌های ۲۰۰۶، ۲۰۰۹، ۲۰۱۰، ۲۰۱۱ و ۲۰۱۵ قهرمان این رقابت‌ها شده است. بارسلونا با ضرایب یوفا، خود را به عنوان قوی‌ترین تیم‌ در رقابت‌های اروپایی معرفی کرده است.

## عملکرد فصل به فصل
| #  | فصل       | نتیجه         | بازی | برد | مساوی | باخت | گل‌ زده | گل خورده | بهترین گلزن تعداد گل                                          |
| -- | --------- | ------------- | ---- | --- | ----- | ---- | ------ | -------- | ------------------------------------------------------------- |
| ۵  | ۶۰–۱۹۵۹   | نیمه نهایی    | ۸    | ۶   | ۱     | ۲    | ۲۶     | ۱۳       | لادیسلائو کوبالا (۷)                                          |
| ۶  | ۶۱–۱۹۶۰   | نایب قهرمان   | ۱۰   | ۶   | ۲     | ۲    | ۱۹     | ۹        | اواریستو (۶)                                                  |
| ۲۰ | ۷۵–۱۹۷۴   | نیمه نهایی    | ۸    | ۴   | ۳     | ۱    | ۱۵     | ۳        | مانوئل کلرز (۴) کارلس رکساچ (۴)                               |
| ۳۱ | ۸۶–۱۹۸۵   | نایب قهرمان   | ۹    | ۴   | ۲     | ۳    | ۱۰     | ۹        | پیچی آلونسو (۳)                                               |
| ۳۷ | ۹۲–۱۹۹۱   | قهرمان        | ۱۱   | ۷   | ۱     | ۳    | ۱۷     | ۸        | هریستو استویچکوف (۴)                                          |
| ۳۸ | ۹۳–۱۹۹۲   | مرحله انتخابی | ۴    | ۱   | ۲     | ۱    | ۴      | ۴        | تکسیکی بگیریستین (۲)                                          |
| ۳۹ | ۹۴–۱۹۹۳   | نایب قهرمان   | ۱۲   | ۸   | ۲     | ۲    | ۲۶     | ۱۲       | رونالد کومان (۸)                                              |
| ۴۰ | ۹۵–۱۹۹۴   | یک‌هشتم نهایی  | ۸    | ۲   | ۳     | ۳    | ۱۳     | ۱۱       | خوزه ماری باکرو (۳) روماریو (۳) هریستو استویچکوف (۳)          |
| ۴۳ | ۹۸–۱۹۹۷   | مرحله گروهی   | ۸    | ۳   | ۲     | ۳    | ۱۱     | ۱۶       | جیووانی (۴)                                                   |
| ۴۴ | ۹۹–۱۹۹۸   | مرحله گروهی   | ۶    | ۲   | ۲     | ۲    | ۱۱     | ۹        | سانی اندرسون (۴)                                              |
| ۴۵ | ۲۰۰۰–۱۹۹۹ | نیمه نهایی    | ۱۶   | ۱۱  | ۳     | ۲    | ۴۵     | ۲۳       | ریوالدو (۱۰)                                                  |
| ۴۶ | ۰۱–۲۰۰۰   | دور اول گروهی | ۶    | ۲   | ۲     | ۲    | ۱۳     | ۹        | ریوالدو (۶)                                                   |
| ۴۷ | ۰۲–۲۰۰۱   | نیمه نهایی    | ۱۸   | ۱۰  | ۴     | ۴    | ۲۸     | ۲۰       | پاتریک کلایورت (۶)                                            |
| ۴۸ | ۰۳–۲۰۰۲   | یک‌چهارم نهایی | ۱۶   | ۱۳  | ۲     | ۱    | ۳۱     | ۹        | خاویر ساویولا (۷)                                             |
| ۵۰ | ۰۵–۲۰۰۴   | یک‌هشتم نهایی  | ۸    | ۴   | ۱     | ۳    | ۱۳     | ۱۱       | ساموئل اتوو (۴) رونالدینیو (۴)                                |
| ۵۱ | ۰۶–۲۰۰۵   | قهرمان        | ۱۳   | ۹   | ۴     | ۰    | ۲۴     | ۵        | رونالدینیو (۷)                                                |
| ۵۲ | ۰۷–۲۰۰۶   | یک‌هشتم نهایی  | ۸    | ۴   | ۲     | ۲    | ۱۴     | ۶        | ایدور گودیانسن (۳)                                            |
| ۵۳ | ۰۸–۲۰۰۷   | نیمه نهایی    | ۱۲   | ۸   | ۳     | ۱    | ۱۸     | ۶        | لیونل مسی (۶)                                                 |
| ۵۴ | ۰۹–۲۰۰۸   | قهرمان        | ۱۵   | ۸   | ۵     | ۲    | ۳۶     | ۱۴       | لیونل مسی (۹)                                                 |
| ۵۵ | ۱۰–۲۰۰۹   | نیمه نهایی    | ۱۲   | ۶   | ۴     | ۲    | ۲۰     | ۱۰       | لیونل مسی (۸)                                                 |
| ۵۶ | ۱۱–۲۰۱۰   | قهرمان        | ۱۳   | ۹   | ۳     | ۱    | ۳۰     | ۹        | لیونل مسی (۱۲)                                                |
| ۵۷ | ۱۲–۲۰۱۱   | نیمه نهایی    | ۱۲   | ۸   | ۳     | ۱    | ۳۵     | ۱۰       | لیونل مسی (۱۴)                                                |
| ۵۸ | ۱۳–۲۰۱۲   | نیمه نهایی    | ۱۲   | ۵   | ۳     | ۴    | ۱۸     | ۱۷       | لیونل مسی (۸)                                                 |
| ۵۹ | ۱۴–۲۰۱۳   | یک‌چهارم نهایی | ۱۰   | ۶   | ۲     | ۲    | ۲۱     | ۸        | لیونل مسی (۸)                                                 |
| ۶۰ | ۱۵–۲۰۱۴   | قهرمان        | ۱۳   | ۱۱  | ۱     | ۱    | ۳۱     | ۱۱       | نیمار (۱۰) لیونل مسی (۱۰)                                     |
| ۶۱ | ۱۶–۲۰۱۵   | یک‌چهارم نهایی | ۱۰   | ۷   | ۲     | ۱    | ۲۲     | ۸        | لوییز سوارز (۸)                                               |
| ۶۲ | ۱۷–۲۰۱۶   | یک‌چهارم نهایی | ۱۰   | ۶   | ۱     | ۳    | ۲۶     | ۱۲       | لیونل مسی (۱۱)                                                |
| ۶۳ | ۱۸–۲۰۱۷   | یک‌چهارم نهایی | ۱۰   | ۶   | ۲     | ۲    | ۱۷     | ۶        | لیونل مسی (۶)                                                 |
| ۶۴ | ۱۹–۲۰۱۸   | نیمه نهایی    | ۱۲   | ۸   | ۳     | ۱    | ۲۶     | ۱۰       | لیونل مسی (۱۲)                                                |
| ۶۵ | ۲۰–۲۰۱۹   | یک‌چهارم نهایی | ۹    | ۵   | ۳     | ۱    | ۱۵     | ۱۴       | لوییز سوارز (۵)                                               |
| ۶۶ | ۲۱–۲۰۲۰   | یک‌هشتم نهایی  | ۸    | ۵   | ۱     | ۲    | ۱۸     | ۱۰       | لیونل مسی (۵)                                                 |
| ۶۷ | ۲۲–۲۰۲۱   | مرحله گروهی   | ۶    | ۲   | ۱     | ۳    | ۲      | ۹        | آنسو فاتی (۱) جرارد پیکه (۱)                                  |
| ۶۸ | ۲۳–۲۰۲۲   | مرحله گروهی   | ۶    | ۲   | ۱     | ۳    | ۱۲     | ۱۲       | روبرت لواندوفسکی (۵)                                          |
| ۶۹ | ۲۴–۲۰۲۳   | یک‌چهارم نهایی | ۱۰   | ۶   | ۱     | ۳    | ۲۰     | ۱۴       | روبرت لواندوفسکی (۳) ژوآو فلیکس (۳) فران تورس (۳) رافینیا (۳) |

## آمار مسابقات در برابر تیم‌های کشورها
در جدول زیر بازی‌های بارسلونا در مسابقات لیگ قهرمانان اروپا به شمار آمده است.
| کشور      | بازی | برد | مساوی | باخت | گل‌زده | گل‌خورده | تفاضل گل |
| --------- | ---- | --- | ----- | ---- | ----- | ------- | -------- |
| ایتالیا   | ۵۸   | ۲۶  | ۱۹    | ۱۳   | ۹۸    | ۷۱      | ۲۷+      |
| انگلیس    | ۵۷   | ۳۰  | ۱۶    | ۱۱   | ۱۱۴   | ۶۵      | ۴۹+      |
| آلمان     | ۴۶   | ۲۷  | ۶     | ۱۳   | ۸۷    | ۶۲      | ۲۵+      |
| فرانسه    | ۲۶   | ۱۳  | ۷     | ۶    | ۵۵    | ۳۷      | ۱۸+      |
| پرتغال    | ۲۳   | ۱۶  | ۴     | ۳    | ۴۳    | ۲۱      | ۲۲+      |
| اوکراین   | ۲۰   | ۱۴  | ۰     | ۶    | ۳۷    | ۲۲      | ۱۵+      |
| اسپانیا   | ۱۴   | ۴   | ۴     | ۶    | ۱۶    | ۲۳      | ۷−       |
| اسکاتلند  | ۱۲   | ۹   | ۲     | ۱    | ۲۹    | ۸       | ۲۱+      |
| ترکیه     | ۱۲   | ۸   | ۲     | ۲    | ۲۳    | ۹       | ۱۴+      |
| روسیه     | ۱۲   | ۶   | ۴     | ۲    | ۲۴    | ۱۳      | ۱۱+      |
| هلند      | ۱۰   | ۶   | ۳     | ۱    | ۲۳    | ۸       | ۱۵+      |
| سوئد      | ۸    | ۵   | ۱     | ۲    | ۱۷    | ۷       | ۱۰+      |
| یونان     | ۸    | ۵   | ۲     | ۱    | ۱۱    | ۴       | ۷+       |
| بلژیک     | ۶    | ۵   | ۰     | ۱    | ۱۶    | ۵       | ۱۱+      |
| لهستان    | ۶    | ۵   | ۰     | ۱    | ۱۳    | ۴       | ۹+       |
| اتریش     | ۴    | ۳   | ۱     | ۰    | ۱۰    | ۱       | ۹+       |
| بلغارستان | ۴    | ۳   | ۱     | ۰    | ۱۵    | ۴       | ۱۱+      |
| سوئیس     | ۳    | ۲   | ۱     | ۰    | ۱۱    | ۱       | ۱۰+      |
| مجارستان  | ۲    | ۲   | ۰     | ۰    | ۸     | ۱       | ۷+       |
| قبرس      | ۲    | ۲   | ۰     | ۰    | ۵     | ۰       | ۵+       |
| نروژ      | ۲    | ۱   | ۱     | ۰    | ۱     | ۰       | ۱+       |
| صربستان   | ۱    | ۱   | ۰     | ۰    | ۵     | ۲       | ۳+       |
| رومانی    | ۱    | ۰   | ۱     | ۰    | ۰     | ۰       | ۰        |

## آمار مسابقات در برابر تیم‌ها
در جدول زیر بازی‌های بارسلونا در مسابقات لیگ قهرمانان اروپا به شمار آمده است.
| تیم                     | بازی  | برد   | مساوی | باخت  | گل‌زده | گل‌خورده |
| آلمان                   | آلمان | آلمان | آلمان | آلمان | آلمان | آلمان   |
| ----------------------- | ----- | ----- | ----- | ----- | ----- | ------- |
| بایرن مونیخ             | ۱۴    | ۳     | ۱     | ۱۰    | ۱۷    | ۳۴      |
| بایرلورکوزن             | ۸     | ۶     | ۱     | ۱     | ۲۰    | ۹       |
| دورتموند                | ۵     | ۳     | ۱     | ۱     | ۱۱    | ۶       |
| وردربرمن                | ۴     | ۳     | ۱     | ۰     | ۸     | ۲       |
| اشتوتگارت               | ۴     | ۳     | ۱     | ۰     | ۱۰    | ۲       |
| هامبورگ                 | ۳     | ۲     | ۰     | ۱     | ۳     | ۲       |
| شالکه ۰۴                | ۲     | ۲     | ۰     | ۰     | ۲     | ۰       |
| مونشن گلادباخ           | ۲     | ۲     | ۰     | ۰     | ۶     | ۱       |
| هرتابرلین               | ۲     | ۱     | ۱     | ۰     | ۴     | ۲       |
| کایزرسلاوترن            | ۲     | ۱     | ۰     | ۱     | ۳     | ۳       |
| هانزا روستوک            | ۲     | ۱     | ۰     | ۱     | ۳     | ۱       |
| اتریش                   |       |       |       |       |       |         |
| آستریا وین              | ۲     | ۲     | ۰     | ۰     | ۵     | ۱       |
| فوست لینتس              | ۲     | ۱     | ۱     | ۰     | ۵     | ۰       |
| اسپانیا                 |       |       |       |       |       |         |
| رئال مادرید             | ۸     | ۲     | ۳     | ۳     | ۱۰    | ۱۳      |
| اتلتیکو مادرید          | ۴     | ۱     | ۱     | ۲     | ۳     | ۵       |
| والنسیا                 | ۲     | ۱     | ۰     | ۱     | ۳     | ۵       |
| اسکاتلند                |       |       |       |       |       |         |
| سلتیک                   | ۱۰    | ۸     | ۱     | ۱     | ۲۷    | ۸       |
| رنجرز                   | ۲     | ۱     | ۱     | ۰     | ۲     | ۰       |
| انگلیس                  |       |       |       |       |       |         |
| چلسی                    | ۱۴    | ۴     | ۶     | ۴     | ۲۲    | ۱۹      |
| منچستر یونایتد          | ۱۰    | ۵     | ۴     | ۱     | ۲۱    | ۱۰      |
| آرسنال                  | ۹     | ۶     | ۲     | ۱     | ۲۲    | ۱۱      |
| منچسترسیتی              | ۶     | ۵     | ۰     | ۱     | ۱۲    | ۵       |
| لیورپول                 | ۶     | ۳     | ۱     | ۲     | ۸     | ۷       |
| نیوکاسل                 | ۴     | ۳     | ۰     | ۱     | ۸     | ۴       |
| لیدز                    | ۴     | ۱     | ۲     | ۱     | ۷     | ۴       |
| ولورهمپتون              | ۲     | ۲     | ۰     | ۰     | ۹     | ۲       |
| تاتنهام                 | ۲     | ۱     | ۱     | ۰     | ۵     | ۳       |
| اوکراین                 |       |       |       |       |       |         |
| دینامو کیف              | ۱۲    | ۹     | ۰     | ۳     | ۲۲    | ۱۳      |
| شاختار                  | ۸     | ۵     | ۰     | ۳     | ۱۵    | ۹       |
| ایتالیا                 |       |       |       |       |       |         |
| آ.ث. میلان              | ۱۷    | ۸     | ۵     | ۴     | ۲۹    | ۲۱      |
| اینترمیلان              | ۱۴    | ۶     | ۴     | ۴     | ۲۳    | ۱۷      |
| یوونتوس                 | ۱۱    | ۴     | ۴     | ۳     | ۱۲    | ۱۱      |
| آ.اس. رم                | ۶     | ۲     | ۲     | ۲     | ۱۲    | ۱۰      |
| ناپولی                  | ۴     | ۲     | ۲     | ۰     | ۸     | ۴       |
| اودینزه                 | ۲     | ۲     | ۰     | ۰     | ۶     | ۱       |
| فیورنتینا               | ۲     | ۱     | ۱     | ۰     | ۷     | ۵       |
| سمپدوریا                | ۱     | ۱     | ۰     | ۰     | ۱     | ۰       |
| آتالانتا                | ۱     | ۰     | ۱     | ۰     | ۲     | ۲       |
| بلژیک                   |       |       |       |       |       |         |
| لیرسه                   | ۲     | ۲     | ۰     | ۰     | ۵     | ۰       |
| کلوب بروژ               | ۲     | ۲     | ۰     | ۰     | ۴     | ۲       |
| آنتورپ                  | ۲     | ۱     | ۰     | ۱     | ۷     | ۳       |
| بلغارستان               |       |       |       |       |       |         |
| لفسکی صوفیه             | ۲     | ۲     | ۰     | ۰     | ۷     | ۰       |
| سی‌دی‌ان‌ای صوفیه          | ۲     | ۱     | ۱     | ۰     | ۸     | ۴       |
| پرتغال                  |       |       |       |       |       |         |
| بنفیکا                  | ۱۲    | ۶     | ۴     | ۲     | ۱۷    | ۱۲      |
| پورتو                   | ۷     | ۶     | ۰     | ۱     | ۱۵    | ۶       |
| اسپورتینگ               | ۴     | ۴     | ۰     | ۰     | ۱۱    | ۳       |
| ترکیه                   |       |       |       |       |       |         |
| گالاتاسرای              | ۸     | ۵     | ۲     | ۱     | ۱۴    | ۶       |
| فنرباغچه                | ۲     | ۲     | ۰     | ۰     | ۴     | ۰       |
| بشیکتاش                 | ۲     | ۱     | ۰     | ۱     | ۵     | ۳       |
| جمهوری چک               |       |       |       |       |       |         |
| اسپارتا پراگ            | ۶     | ۴     | ۰     | ۲     | ۱۲    | ۶       |
| اسپارتاک هرادتس کرالووه | ۲     | ۱     | ۱     | ۰     | ۵     | ۱       |
| روسیه                   |       |       |       |       |       |         |
| اسپارتاک مسکو           | ۴     | ۳     | ۱     | ۰     | ۱۳    | ۵       |
| روبین کازان             | ۴     | ۱     | ۲     | ۱     | ۴     | ۳       |
| لوکوموتیو مسکو          | ۲     | ۲     | ۰     | ۰     | ۴     | ۱       |
| زسکا مسکو               | ۲     | ۰     | ۱     | ۱     | ۳     | ۴       |
| رومانی                  |       |       |       |       |       |         |
| استوا بخارست            | ۱     | ۰     | ۱     | ۰     | ۰     | ۰       |
| سوئد                    |       |       |       |       |       |         |
| گوتبورگ                 | ۴     | ۱     | ۱     | ۲     | ۵     | ۶       |
| ای‌آی‌کی                  | ۲     | ۲     | ۰     | ۰     | ۷     | ۱       |
| اوتویدبریه              | ۲     | ۲     | ۰     | ۰     | ۵     | ۰       |
| سوئیس                   |       |       |       |       |       |         |
| بازل                    | ۲     | ۱     | ۱     | ۰     | ۶     | ۱       |
| یانگ بویز               | ۱     | ۱     | ۰     | ۰     | ۵     | ۰       |
| صربستان                 |       |       |       |       |       |         |
| ستاره سرخ بلگراد        | ۱     | ۱     | ۰     | ۰     | ۵     | ۲       |
| فرانسه                  |       |       |       |       |       |         |
| پاری سن-ژرمن            | ۱۴    | ۵     | ۴     | ۵     | ۲۷    | ۲۷      |
| لیون                    | ۸     | ۵     | ۳     | ۰     | ۲۱    | ۸       |
| موناکو                  | ۳     | ۲     | ۰     | ۱     | ۴     | ۲       |
| برست                    | ۱     | ۱     | ۰     | ۰     | ۳     | ۰       |
| قبرس                    |       |       |       |       |       |         |
| آپوئل                   | ۲     | ۲     | ۰     | ۰     | ۵     | ۰       |
| لهستان                  |       |       |       |       |       |         |
| ویسوا کراکوف            | ۴     | ۳     | ۰     | ۱     | ۹     | ۴       |
| لگیا ورشو               | ۲     | ۲     | ۰     | ۰     | ۴     | ۰       |
| مجارستان                |       |       |       |       |       |         |
| فرنتس‌واروش              | ۲     | ۲     | ۰     | ۰     | ۸     | ۱       |
| نروژ                    |       |       |       |       |       |         |
| وایکینگ                 | ۲     | ۱     | ۱     | ۰     | ۱     | ۰       |
| هلند                    |       |       |       |       |       |         |
| آژاکس                   | ۴     | ۳     | ۰     | ۱     | ۱۰    | ۳       |
| آیندهوون                | ۴     | ۲     | ۲     | ۰     | ۱۰    | ۵       |
| فاینورد                 | ۲     | ۱     | ۱     | ۰     | ۳     | ۰       |
| یونان                   |       |       |       |       |       |         |
| پاناتینایکوس            | ۶     | ۴     | ۱     | ۱     | ۸     | ۳       |
| المپیاکوس               | ۲     | ۱     | ۱     | ۰     | ۳     | ۱       |

## بهترین پیروزی ها
بهترین پیروزی های بارسلونا در لیگ قهرمانان اروپا
| حریف         | نتیجه |
| ------------ | ----- |
| سلتیک        | 7 - 0 |
| بایر لورکوزن | 7 - 1 |
| سلتیک        | 6 - 1 |
| پاری سن ژرمن | 6 - 1 |
| یانگ بویز    | 5 - 0 |